# Баррі Дженкінс
Баррі Дженкінс (англ. Barry Jenkins; нар. 19 листопада 1979, Маямі, Флорида, США) — американський кінорежисер, актор, продюсер та сценарист. Лауреат премії «Оскар» 2017 року за фільм «Місячне сяйво» в номінаціях «кращій фільм року» та «найкращий адаптований сценарій».

## Біографія
Баррі Дженкінс — наймолодший з чотирьох дітей народився в Маямі, США. Його тато пішов з сім'ї, бо вважав, що він не біологічний батько Баррі. Він так і помер із цією вірою, коли хлопцю було дванадцять. Вихованням Баррі займалася жінка на ім'я Мінерва, вона вже допомагала матері, коли їй було п'ятнадцять і вона була вагітна першою дитиною. Навчаючись у місцевій школі грав за шкільну футбольну команду, займався бігом. Його досягнень у навчанні було достатньо щоб навчатися в Університеті штату Флорида зі стипендією.

## Кар'єра
Ранніми роботами Дженкінса були короткометражні фільми. У 2008 відбулась прем'єра його повнометражної стрічки — романтичної драми «Ліки від меланхолії». Фільм був представлений на кількох кінофестивалях, зокрема на Міжнародному кінофестивалі у Торонто. Стрічка отримала номінацію на кінопремію «Незалежний дух», а Дженкінс — нагороду кінокритиків Сан-Франциско. Після цього він повернувся до короткометражного кіно і працював на цій терені аж до 2016, коли вийшла його друга стрічка «Місячне сяйво». Історія про дорослішання головного героя Шарона отримала десяток номінацій та нагород, серед яких премії Американського інститут кіномистецтва, AACTA, «Золотий глобус», «Незалежний дух», Гільдії кіноакторів США та інші.

## Фільмографія

### Фільми
| Рік  | Назва                             | Оригінальна назва          | Примітки                     |
| ---- | --------------------------------- | -------------------------- | ---------------------------- |
| 2008 | «Ліки від меланхолії»             | Medicine for Melancholy    | режисер, сценарист           |
| 2016 | «Місячне сяйво»                   | Moonlight                  | режисер, сценарист           |
| 2018 | «Якби Біл-стріт могла заговорити» | If Beale Street Could Talk | режисер, сценарист, продюсер |
| 2020 |                                   | Charm City Kings           | сценарист                    |
| 2024 | «Муфаса: Король Лев»              | Mufasa: The Lion King      | режисер                      |

### Серіали
| Рік  | Назва | Оригінальна назва        | Примітки                                   |
| ---- | ----- | ------------------------ | ------------------------------------------ |
| 2017 |       | Dear White People        | режисер (епізод "Chapter V")               |
| 2021 |       | The Underground Railroad | режисер, сценарист, продюсер (10 епізодів) |